# Thomas Onslow (2e comte d'Onslow)
Pour les articles homonymes, voir Onslow.
Thomas Onslow, 2e comte d'Onslow (15 mars 1754 - 22 février 1827) est un noble et un courtisan anglais. Il est titré vicomte Cranley de 1801 à 1814. Il meurt en 1827 à son siège de Clandon Park dans le Surrey.

## Famille
Il est né à Imber Court, à Thames Ditton, dans le Surrey, fils aîné de George Onslow (1er comte d'Onslow).
Le 30 décembre 1776, il épouse Arabella Mainwaring-Ellerker (décédée en 1782), dont il a quatre enfants :
- Arthur Onslow (3e comte d'Onslow) (1777-1870)
- Thomas Cranley Onslow (1778–1861), père de l'homme politique Guildford Onslow
- Mainwaring Edward Onslow (2 octobre 1779 - 1861)
- Elizabeth Harriet Onslow (décédée le 18 juillet 1824)

Il épouse ensuite, le 13 février 1783, Charlotte Duncombe (décédée en 1819), née Hale, veuve de Thomas Duncombe (décédée en 1779). Ils ont une fille :
- Georgiana Charlotte Onslow (décédée le 15 mai 1829)

## Parlement
Il entre à la Chambre des communes britannique pour Rye en 1775. En 1784, il quitte Rye et remplace le cousin germain de son père, le colonel George Onslow (officier) (en), en tant que député de Guildford à la retraite de celui-ci. Il continue à représenter cette circonscription jusqu'en 1806, date à laquelle il est remplacé par son deuxième fils, Thomas Cranley.
Partisan des Foxite Whigs, Onslow n’a cependant que peu d’activité à la Chambre des communes. En 1781, il présente une pétition au nom d’un «corps des propriétaires d’auberge d’Angleterre» qui se plaint du casernement de soldats. En tant qu'ami du prince de Galles, il est envoyé chez Maria Anne Fitzherbert pour lui dire que le prince a tenté de se suicider et que seule elle pouvait sauver sa vie. Il garde la porte de la maison de Fitzherbert lors de son mariage avec le prince. Cependant, il se brouille ensuite avec le prince, pour des raisons inconnues, votant en faveur de la proposition de régence de Pitt de 1789 et contre l'abolition de la traite des esclaves en 1796.

## Sport
Il est un joueur de cricket amateur principalement associé à Surrey et il fait 3 apparitions connues en matchs de première classe de 1801 à 1808.